# Ire (album)
Ire is het vijfde studioalbum van de Australische metalband Parkway Drive

## Nummers
| 1.                 | Destroyer             | 4:47 |
| 2.                 | Dying to Believe      | 3:12 |
| 3.                 | Vice Grip             | 4:23 |
| 4.                 | Crushed               | 4:36 |
| 5.                 | Fractures             | 5:32 |
| 6.                 | Writings on the Wall  | 4:23 |
| 7.                 | Bottom Feeder         | 4:20 |
| 8.                 | The Sound of Violence | 3:24 |
| 9.                 | Vicious               | 4:20 |
| 10.                | Dedicated             | 3:22 |
| 11.                | A Deathless Song      | 5:54 |
| Totale duur: 48:24 |                       |      |

| 12.                | Devil's Calling                                                        | 3:26 |
| 13.                | Into the Dark                                                          | 3:30 |
| 14.                | A Deathless Song (Remix) (featuring Jenna McDougall van Tonight Alive) | 4:00 |
| Totale duur: 59:09 |                                                                        |      |